# Chapelle Saint-Trémeur de Trouguennour
La chapelle Saint-Trémeur de Trouguennour est un édifice religieux dédié à saint Trémeur situé dans le lieu-dit Trouguennour, dans la commune de Cléden-Cap-Sizun, en France. Sa consécration date de 1538.

## Historique
La construction de la chapelle est datée de 1538 grâce à une longue inscription en breton qui court le long du mur Sud de l'édifice. Une autre campagne de construction a été entreprise au XVIIe siècle, comme l'atteste une autre inscription sur le même mur datée de 1620.

## La chapelle

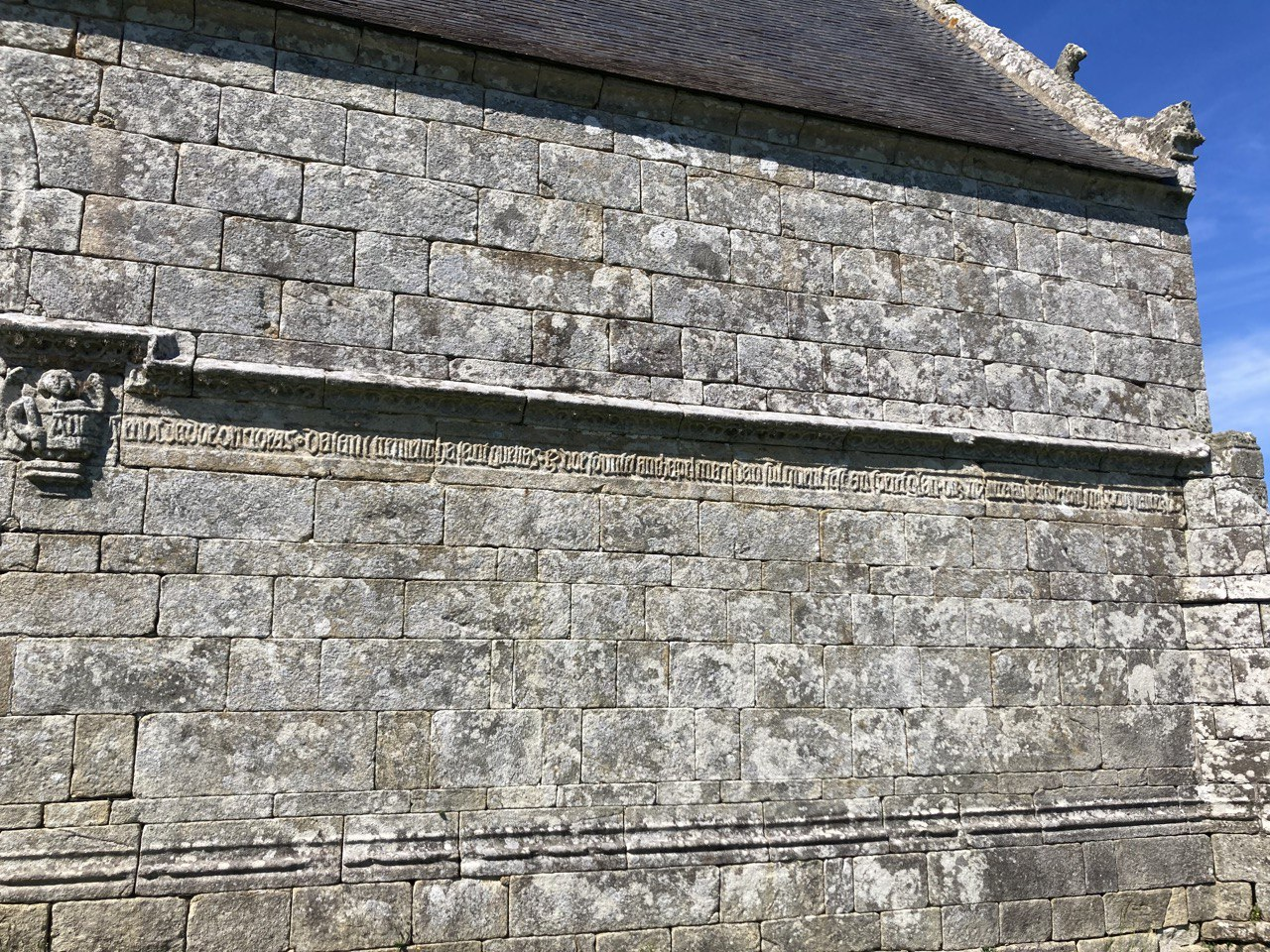
Inscription de la chapelle Saint-Trémeur de Trouguennour

L'entrée principale de l'édifice se trouve dans la façade Sud, celle-ci est entourée de deux reliefs de lions ayant été martelés. À droite de cette porte se trouve un long phylactère contenant une inscription gothique en breton tenue par un ange. On peut y lire : « EN. ENOR. DA. DOE. ON. CROEAS. DA. SANT. TREMEVR. DA. SANT. VELTAS. EZ. E. OVE. FOVNTET. AN. CHAPEL. MAN. AN. ZVL. KEN. FEST. AN. SPERET. GLAN. OVZIT. BREMAN. AN. DAT. DRE. GONT. MIL. PEMP. KANT. EIZ. BLOAZ. HA. TREGONT. » (En l'honneur de Dieu qui nous créa - A Saint-Trémeur, à Saint-Gildas - Cette chapelle fut fondée - Le dimanche avant la fête de l'Esprit-Saint - Sachez maintenant la date par compte - En l'année mil cinq cent trente-huit). Sur le même mur se trouve une autre inscription : « Y. GOARDON 1620 ». 
La chapelle possède une nef unique ainsi qu'un seul bras de transept, au Nord du bâtiment. Le lambris de la nef a été remplacé, l'ancien datait de 1754. Le mur Ouest de l'unique bras de transept comprend une autre porte, ornementée dans un style gothique flamboyant. Celle-ci est constituée d'un arc en accolade entouré de deux pinacles en nids d'abeilles et elle est couronnée d'un fleuron dans le prolongement de la partie sommitale de l'arc. 
L'édifice est éclairé par deux fenêtres flamboyantes bouchées en 1952 avant la restauration de l'édifice. Le clocher abrite une cloche transportée par navire anglais ayant fait naufrage en 1861 à Esquibien. La nef est ornée de sablières sculptées et peintes. L'une d'entre elles comporte une inscription : « LAN MIL VC LIII HENRI MICHELET : FABRIC ». Deux d'entre elles sont ornées de navires, thème commun à plusieurs églises du Cap Sizun.   Une fontaine dédiée à saint Trémeur se trouve aux abords de la chapelle. Celle-ci est constituée d'un simple trou d'eau couvert par une dalle.

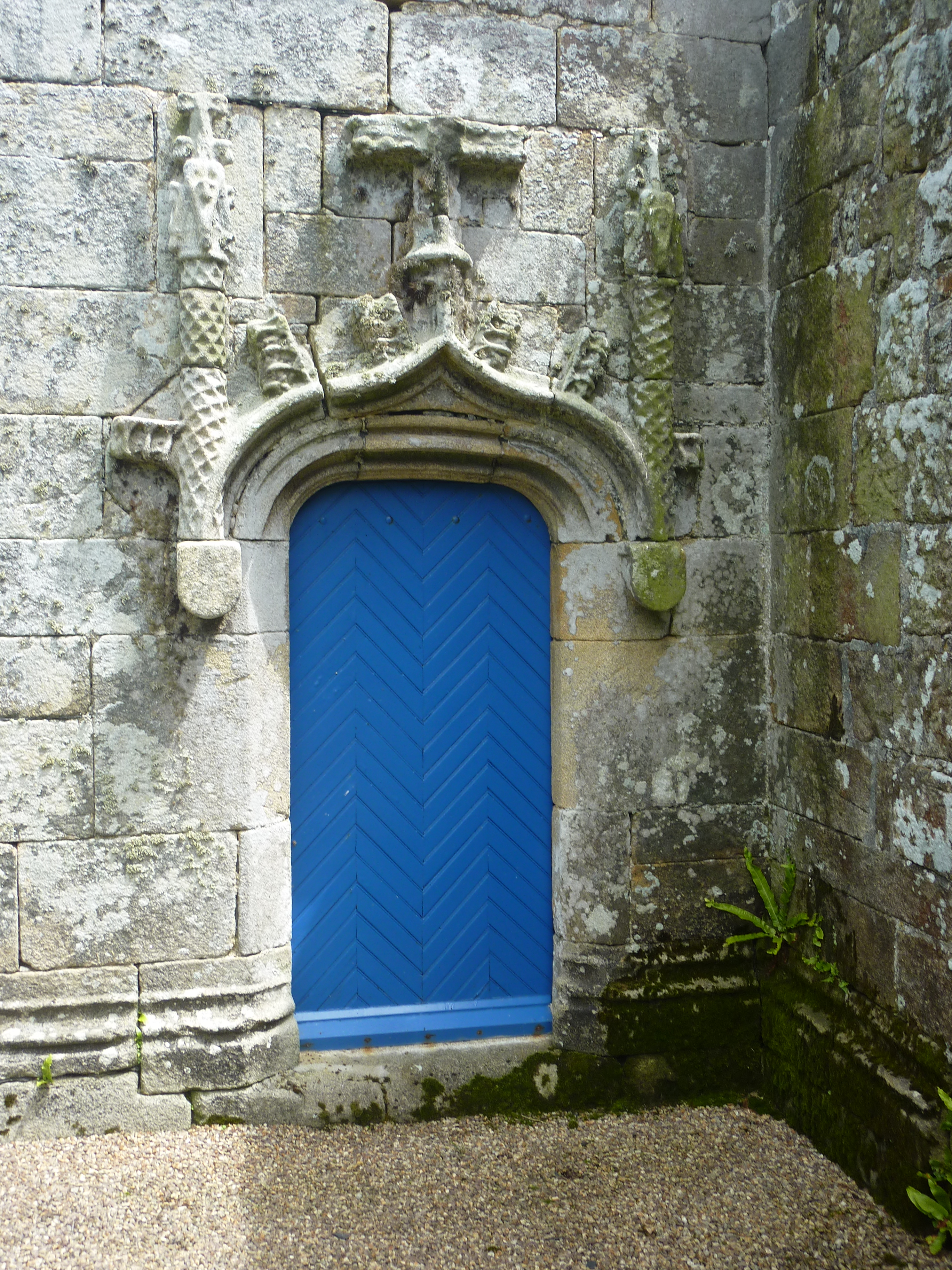
Porte du transept Nord

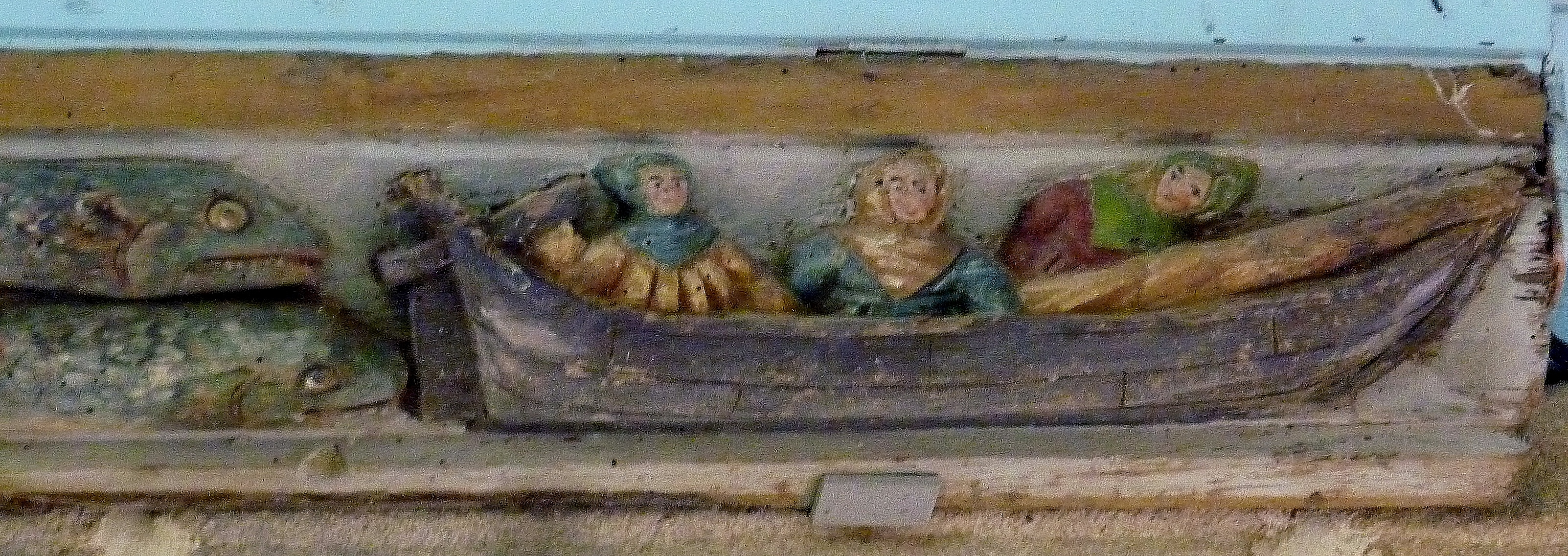
Sablière ornée d'un bateau

## Mobilier
Le mobilier de la chapelle se compose d'un retable datant du XVIIIe siècle. Le retable comporte trois statues : à gauche, une représentation de saint Gildas, au centre une statue de saint Trémeur, à droite une statue de sainte Tréphine.

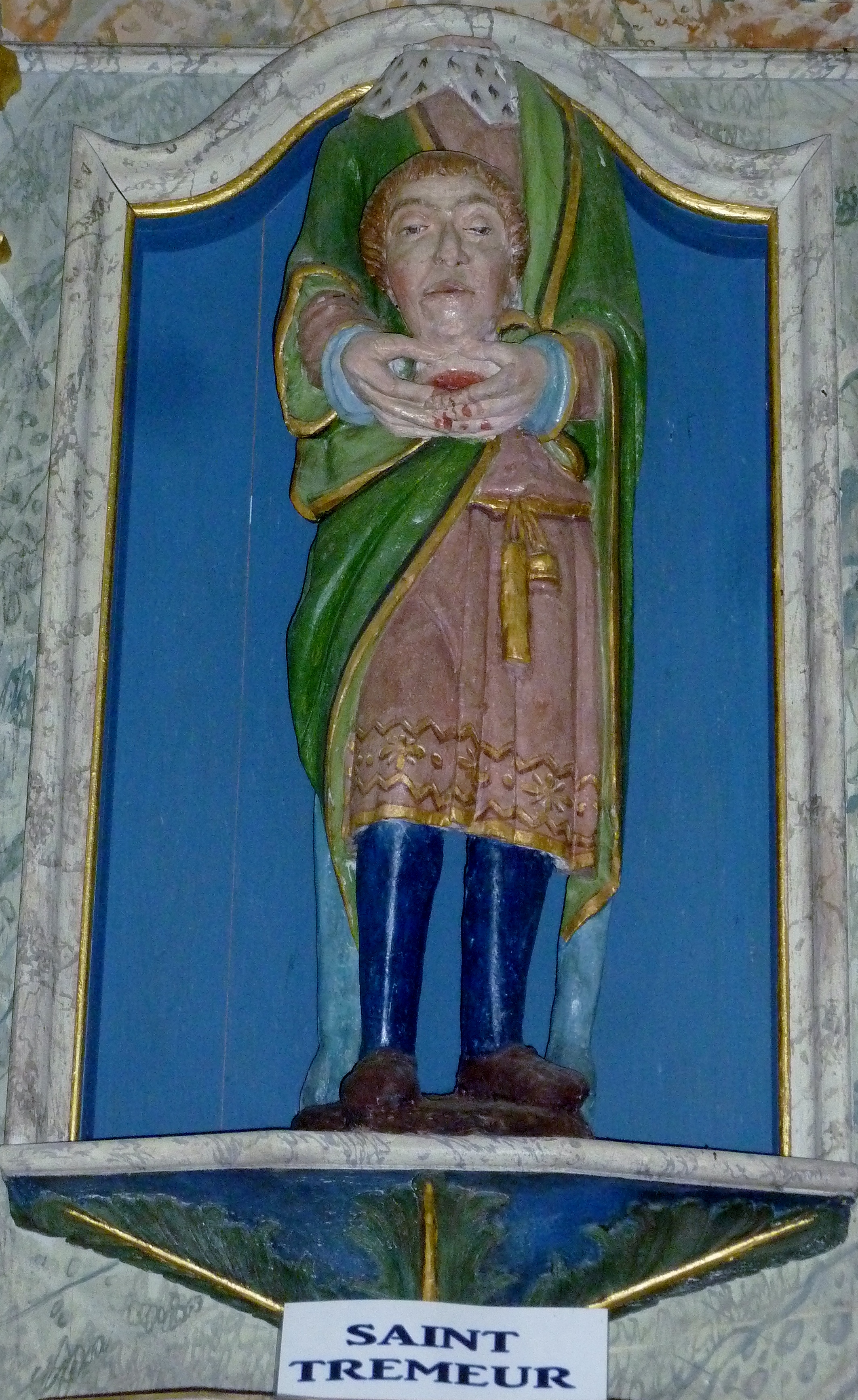
Statue de saint Trémeur dans le retable de la chapelle

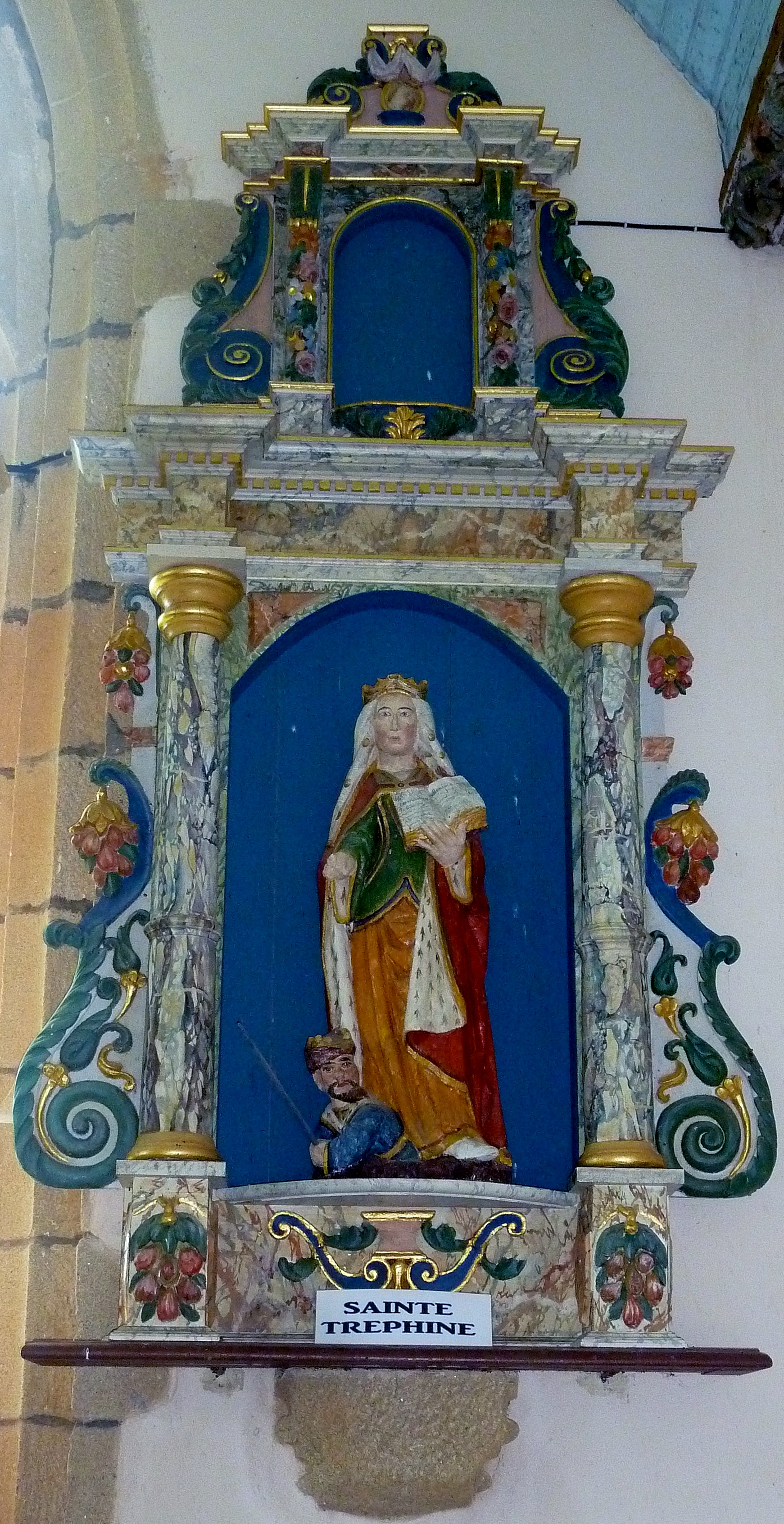
Statue de sainte Tréphine dans le retable de la chapelle

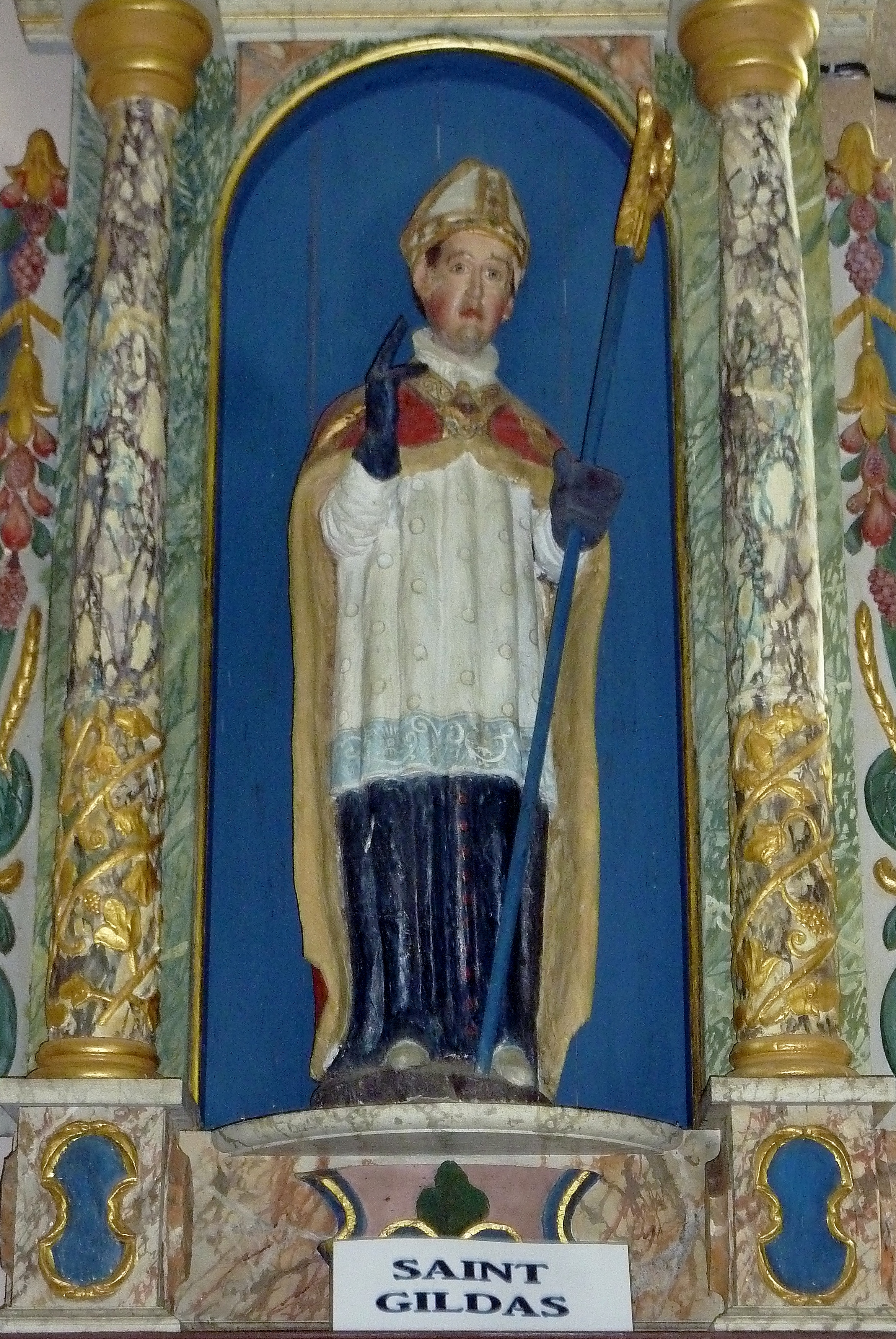
Statue de saint Gildas dans le retable de la chapelle